# 叮当流行
叮当流行或噪响流行、喧闹流行（英語：Jangle pop），是一种流行搖滾和学院摇滚的子类型，强调“叮当”的吉他声与1960年代风格的流行旋律。这个术语通常用于20世纪70年代末和80年代初从後龐克场景中涌现的乐队，这些乐队经常受到飞鸟乐队等1960年代乐队的影响。代表性的乐队如R.E.M.和史密斯樂團。尽管通行译名之一为“噪响”，意指其标志性的十二弦結他声音较为吵闹，但实际上其强调“干净”、低失真（过载）的乐器声，这一点区别于名称相似的噪音流行和噪音摇滚。

## 词源与特点
1970年代晚期至1980年代，著名的早期叮当流行团体包括大明星乐队、R.E.M.、分贝乐队、万千疯人乐队和史密斯樂團。1980年代初中期，“叮当流行”这一术语成为美国後龐克运动的标签之一，令人回想起1960年代表演中“叮当”的声音。1983至1987年间，“叮当流行”一词被用于描述R.E.M.和Let's Active等乐队，以及子流派佩斯利地下的乐队，后者融合了迷幻音乐的影响。

## 历史
1979年，塔柱乐队在喬治亞州雅典首次亮相，他们的“有棱角、有推进力的叮当流行声音”影响了雅典音乐场景的其他成员。AllMusic一篇现代叮当流行的总结将其描述为“基于流行的形式”，但不是主流音乐，因为歌词通常可以“故意含糊”，声音“原始且业余”，并且有DIY制作的成分。80年代随后涌现的叮当流行乐队受到了60年代民谣摇滚乐队的巨大影响，如飞鸟乐队，里奇·翁特贝格尔（Richie Unterberger）写道“1980年代的整个另类叮当流行乐队们，以R.E.M.为首，都受到了飞鸟乐队的吉他声的影响。到1987年，似乎每隔一周就会有一张由R.E.M.模仿者发行的专辑，这些乐队可能在从未听过飞鸟乐队的情况下模仿了他们的12弦吉他。”
新西兰的但尼丁之声是叮当流行的关键场景。诸如寒冷乐队、清洁乐队、韦莱纳乐队、蝙蝠乐队和紧束衣乐队等乐队将1970年代的另类摇滚和後龐克与叮当声合成，这一场景很快传播到奧克蘭和新西兰其他城市。
1983至1987年间，“以R.E.M.和Let's Active为代表的南方流行乐队”和名为佩斯利地下的加利福尼亚子流派融入了迷幻音乐的影响。《Blogcritic》杂志的一篇文章声称，除了R.E.M.外，“在美国唯一另一个在美国取得大量销售的叮当流行乐队是来自洛杉矶的手鐲合唱團。虽然以他们的流行单曲《疯狂星期一》而闻名，但他们的首张专辑和同名EP是有机的、真正的叮当流行作品，以飞鸟乐队和大明星乐队的风格为基础，首张专辑中还加入了一点迷幻音乐。”
1980年代早期，叮当流行影响了学院摇滚，并在1980年代中期的美国独立音乐中占有一席之地。在德克萨斯奧斯汀，新真诚这一术语被用以大致描述一组类似的乐队，由掠夺者乐队、野性种子和虔信者乐队（True Believers）代表。